# Кобиляк
Кобѝляк е село в Северозападна България. То се намира в община Бойчиновци, област Монтана.  

## География
Кобиляк е село в Северозападна България. То се намира в община Бойчиновци, област Монтана.
Селото е разположено на площ от около 12 km2 Селото се намира между селата Громшин на изток и Владимирово на запад. На юг граничи със село Бели Брег. Намира се на около 1 km северно от река Огоста. Отстои на около 25 km от град Монтана и на около 40 km от град Враца.

## Редовни събития
- Събор на селото в последната неделя от месец октомври.

Селото е подходящо за риболов, има около 15 вида риба: шаран, таранка, костур, клен, беловар, щука, мрена и др.
1. ↑  www.grao.bg